# Favia laxa
Favia laxa är en korallart som först beskrevs av Carl Benjamin Klunzinger 1879.  Favia laxa ingår i släktet Favia och familjen Faviidae. IUCN kategoriserar arten globalt som nära hotad. Inga underarter finns listade i Catalogue of Life.